# E3 Harelbeke 2014
La 57.ª edición de la E3 Harelbeke fue una clásica ciclista que se disputó el 28 de marzo de 2014 sobre un trazado de 211 km. Formó parte del UCI WorldTour 2014, siendo la sexta competición y a la vez, fue la tercera vez que se incluye en dicho calendario de máxima categoría mundial.
El ganador fue el eslovaco Peter Sagan al imponerse al sprint en un pequeño grupo de cuatro corredores que se beneficiaron de una caída a 45 km de meta y que dejó lejos de aspiraciones a la victoria al principal candidato, Fabian Cancellara. Sagan fue seguido en el podio por Niki Terpstra y Geraint Thomas.

## Equipos participantes
Participaron 25 equipos: los 18 de categoría UCI ProTeam (al tener obligada su participación); más 7 de categoría Profesional Continental mediante invitación de la organización (Wanty-Groupe Gobert, Cofidis, Solutions Crédits, Androni Giocattoli, IAM Cycling, MTN Qhubeka, Topsport Vlaanderen-Baloise  y UnitedHealthcare Professional Cycling Team).
| ProTeams (18)- AG2R La Mondiale - Astana - Belkin - BMC Racing Team - Cannondale - Team Europcar - FDJ.fr - Garmin-Sharp - Giant-Shimano - Katusha - Lampre-Merida - Lotto-Belisol - Movistar Team - Omega Pharma-Quick Step - Orica-GreenEDGE - Sky - Tinkoff-Saxo - Trek Factory Racing Equipos continentales profesionales (7)- Androni Giocattoli-Venezuela - Cofidis, Solutions Crédits - IAM Cycling - Topsport Vlaanderen-Baloise - UnitedHealthcare - Wanty-Groupe Gobert - MTN-Qhubeka |
| |

## Clasificación final
- Las clasificaciones finalizaron de la siguiente forma:[2]

| \| Clasificación general \| Clasificación general \| Clasificación general \| Clasificación general \| Clasificación general \| \| Ciclista \| Ciclista \| Equipo \| Tiempo \| \| \| --------------------- \| --------------------- \| -------------------------- \| --------------------- \| --------------------- \| \| 1.º \| Peter Sagan \| Cannondale \| 4 h 56 min 30 s \| \| \| 2.º \| Niki Terpstra \| Omega Pharma-Quick Step \| + 0 s \| \| \| 3.º \| Geraint Thomas \| Team Sky \| + 0 s \| \| \| 4.º \| Stijn Vandenbergh \| Omega Pharma-Quick Step \| + 0 s \| \| \| 5.º \| Sep Vanmarcke \| Belkin \| + 1 min 16 s \| \| \| 6.º \| Tony Gallopin \| Lotto-Belisol \| + 1 min 16 s \| \| \| 7.º \| Borut Božič \| Astana \| + 1 min 19 s \| \| \| 8.º \| Tyler Farrar \| Garmin-Sharp \| + 1 min 19 s \| \| \| 9.º \| Fabian Cancellara \| Trek Factory Racing \| + 1 min 19 s \| \| \| 10.º \| Greg Van Avermaet \| BMC Racing Team \| + 1 min 19 s \| \| \| 11.º \| Tom Boonen \| Omega Pharma-Quick Step \| + 1 min 19 s \| \| \| 12.º \| Jürgen Roelandts \| Lotto-Belisol \| + 1 min 19 s \| \| \| 13.º \| Luca Paolini \| Katusha \| + 1 min 19 s \| \| \| 14.º \| Florian Sénéchal \| Cofidis, Solutions Crédits \| + 1 min 19 s \| \| \| 15.º \| John Degenkolb \| Giant-Shimano \| + 1 min 19 s \| \| \| 16.º \| Laurens de Vreese \| Wanty-Groupe Gobert \| + 1 min 19 s \| \| \| 17.º \| Edvald Boasson Hagen \| Team Sky \| + 1 min 19 s \| \| \| 18.º \| Ignatas Konovalovas \| MTN-Qhubeka \| + 1 min 19 s \| \| \| 19.º \| Zdeněk Štybar \| Omega Pharma-Quick Step \| + 1 min 19 s \| \| \| 20.º \| Stijn Devolder \| Trek Factory Racing \| + 1 min 21 s \| \| |                      |                            |                 |
| |                      |                            |                 |
| Fuente: ProCyclingStats |                      |                            |                 |
| Clasificación general |                      |                            |                 |
| Ciclista | Ciclista             | Equipo                     | Tiempo          |
| 1.º | Peter Sagan          | Cannondale                 | 4 h 56 min 30 s |
| 2.º | Niki Terpstra        | Omega Pharma-Quick Step    | + 0 s           |
| 3.º | Geraint Thomas       | Team Sky                   | + 0 s           |
| 4.º | Stijn Vandenbergh    | Omega Pharma-Quick Step    | + 0 s           |
| 5.º | Sep Vanmarcke        | Belkin                     | + 1 min 16 s    |
| 6.º | Tony Gallopin        | Lotto-Belisol              | + 1 min 16 s    |
| 7.º | Borut Božič          | Astana                     | + 1 min 19 s    |
| 8.º | Tyler Farrar         | Garmin-Sharp               | + 1 min 19 s    |
| 9.º | Fabian Cancellara    | Trek Factory Racing        | + 1 min 19 s    |
| 10.º | Greg Van Avermaet    | BMC Racing Team            | + 1 min 19 s    |
| 11.º | Tom Boonen           | Omega Pharma-Quick Step    | + 1 min 19 s    |
| 12.º | Jürgen Roelandts     | Lotto-Belisol              | + 1 min 19 s    |
| 13.º | Luca Paolini         | Katusha                    | + 1 min 19 s    |
| 14.º | Florian Sénéchal     | Cofidis, Solutions Crédits | + 1 min 19 s    |
| 15.º | John Degenkolb       | Giant-Shimano              | + 1 min 19 s    |
| 16.º | Laurens de Vreese    | Wanty-Groupe Gobert        | + 1 min 19 s    |
| 17.º | Edvald Boasson Hagen | Team Sky                   | + 1 min 19 s    |
| 18.º | Ignatas Konovalovas  | MTN-Qhubeka                | + 1 min 19 s    |
| 19.º | Zdeněk Štybar        | Omega Pharma-Quick Step    | + 1 min 19 s    |
| 20.º | Stijn Devolder       | Trek Factory Racing        | + 1 min 21 s    |